# Anatoli Serov
Pour les articles homonymes, voir Serov.
Anatoli Konstantinovitch Serov (en russe : Анатолий Константинович Серов), né le 20 mars 1910 à Krasnotourinsk et décédé le 11 mai 1939 à Vyssokoïe (oblast de Riazan), est un aviateur soviétique. As de l'aviation soviétique, il participa à la guerre d'Espagne et fut distingué par le titre de Héros de l'Union soviétique.

## Biographie
De mai 36 à mai 37 il était pilote d’essais sur Polikarpov I-15 et Polikarpov I-16.
Anatoli Serov participa, en 1937, à la guerre civile espagnole comme commandant d'escadrille sous le pseudonyme de Rodrigo Matéo. La nuit du 21 juillet 1937, il devient le premier pilote dans l'histoire de l'aviation à abattre un bombardier ennemi de nuit et a été crédité de huit victoires.
Il décéda lors d'un vol d'entrainement le 11 mai 1939 en même temps que Polina Ossipenko. Il était commandant de brigade. Le 14 mai 1939, ses obsèques se déroulèrent dans la Nécropole du mur du Kremlin.
En 1938-1939, l'aviateur était marié avec l'actrice Valentina Serova (née Polovikova) qui portait son nom par la suite. Leur fils Anatoli est né au mois de septembre de la même année.